# Southeast Fairbanks Census Area
Die Southeast Fairbanks Census Area ist eine Census Area im Interior des US-Bundesstaats Alaska südöstlich von Fairbanks. Sie erstreckt sich bis zur Grenze zum kanadischen Territorium Yukon.
Bei der Volkszählung im Jahr 2020 lebten hier 6808 Menschen. Southeast Fairbanks gehört zum Unorganized Borough und hat somit keinen Verwaltungssitz. Die Census Area hat eine Fläche von 64.908 km², wovon 64.270 km² auf Land und 638 km² auf Wasser entfallen. Die größte Stadt der Region ist Tok; weitere Orte sind Delta Junction, Northway und Chicken.

## Geschichte
Die Census Area wurde am 1. Januar 1964 gebildet. Sie verließ die Fairbanks Census Area, als das Fairbanks North Star Borough gegründet wurde.

Der Eagle Historic District hat seit Juni 1978 den Status eines National Historic Landmarks.

Zwölf Bauwerke, Stätten und historische Bezirke (Historic Districts) der Census Area sind im National Register of Historic Places („Nationales Verzeichnis historischer Orte“; NRHP) eingetragen (Stand 3. Februar 2022), darunter hat der Eagle Historic District den Status eines National Historic Landmarks („Nationales historisches Wahrzeichen“).

## Städte und Orte
In der Southeast Fairbanks Census Area befinden sich 2 Cities (Gemeinden) sowie 15 Census-designated places (gemeindefreie Gebiete) (Stand 2020).

### Cities
- Delta Junction
- Eagle

### Census-designated places (CDPs)
- Alcan Border
- Big Delta
- Chicken
- Deltana
- Dot Lake
- Dot Lake Village
- Dry Creek
- Eagle Village
- Fort Greely
- Healy Lake
- Northway
- Tanacross
- Tetlin
- Tok
- Whitestone